# Ghattadahalli, Belur
Ghattadahalli là một làng thuộc tehsil Belur, huyện Hassan, bang Karnataka, Ấn Độ.